# Glyn Johns
Glyn Johns (ur. 15 lutego 1942 w Epsom) – brytyjski muzyk, realizator dźwięku i producent muzyczny.
Glyn Johns współpracował z wykonawcami takimi jak Bob Dylan, The Band, The Rolling Stones, The Who (album Who's Next), Led Zeppelin, The Beatles (sesja Get Back – kilka kompilacji Johnsa zostało odrzuconych przez zespół i płytę zrealizował ostatecznie Phil Spector), The Eagles (współuczestniczył w wypracowaniu specyficznego brzmienia tej grupy), Eric Clapton.

## Bębny nagrywane techniką Glyn Johns
Glyn Johns opracował na potrzeby swoich produkcji własną technikę omikrofonowania perkusji, która, stosowana często przez innych realizatorów, przyjęła nazwę od jego imienia i nazwiska. Technika bazuje na idei rejestracji perkusji jako jednego instrumentu, a nie zestawu pojedynczych instrumentów.

### Ustawienie mikrofonów
Jako overheady stosuje najczęściej się małomembranowe mikrofony pojemnościowe (tzw. "paluszki"). Pierwszy z nich ustawia się tak, by znajdował ok. 20 centymetrów ponad floor tomem, był od niego odsunięty o ok. 30 cm i skierowany na hi-hat. Drugi mikrofon umieszcza się na wysokości 2 metrów nad podłogą i kieruje prostopadle w dół, pomiędzy górne tomy a werbel. Pierwszy mikrofon panoramuje się skrajnie w lewym kanale stereo, a drugi w kanale prawym. Dwa kolejne mikrofony ustawia się tak jak w technice wielomikrofonowej. Pierwszy, najlepiej dynamiczny, o dużej wytrzymałości na ciśnienie akustyczne, ustawia się przy górnej membranie werbla, panoramując sygnał nieznacznie w prawo. Drugi, przeznaczony do ujęć instrumentów basowych, dostawia się do przedniej membrany dużego bębna lub umieszcza się w jego wnętrzu, kierując go na membranę drgającą. Ostatni mikrofon, najlepiej wysokiej klasy wielkomembranowy mikrofon pojemnościowy, ustawia się w odległości dwóch metrów od zestawu perkusyjnego, kierując go tak, by otrzymać jak najlepszą odpowiedź pomieszczenia. Opisany powyżej sposób pozwala na zarejestrowanie pięciu śladów, które można następnie miksować w dowolnych proporcjach dla uzyskania optymalnego brzmienia.
Istnieje także mniej rozbudowana wersja techniki Glyna Johnsa. W tym wypadku stosuje się tylko dwa mikrofony overhead, najlepiej pojemnościowe z membraną o średnicy 1 cala. W ten sposób można unika się jakichkolwiek kłopotów z fazą nagrywanych sygnałów.